# Mariusz Magiera
Mariusz Magiera (ur. 25 sierpnia 1984 w Andrychowie) – polski piłkarz występujący na pozycji obrońcy.

## Kariera seniorska[1]
Magiera swoją karierę seniorską rozpoczął w klubie Gwarek Zabrze. W 2003 roku został piłkarzem Wisły Kraków, dla której zaliczył jeden występ w Pucharze Polski oraz sześć występów w Pucharze Ekstraklasy. Po regularnych występach w rezerwach krakowskiej Wisły w 2005 został wypożyczony do Górnika Zabrze. 20 sierpnia 2005 Magiera zadebiutował w Ekstraklasie w meczu 4 kolejki przeciwko Odrze Wodzisław Śląski. Górnik chciał wykupić obrońcę, jednak nie był w stanie sprostać oczekiwaniom finansowym Wisły. Magiera wrócił na Reymonta, by zostać wypożyczonym na kolejny sezon do Łódzkiego Klubu Sportowego. 
14 lutego 2008 po półtorarocznej przerwie, Mariusz Magiera wrócił do klubu z Zabrza. Górnik wykupił piłkarza z Wisły i podpisał z nim 3,5-letnią umowę. 2 maja 2009 zaliczył pierwsze trafienie w Ekstraklasie. 9 czerwca 2011 zawodnik przedłużył kontrakt z klubem o kolejne trzy lata. Po sezonie zakończonym spadkiem z Ekstraklasy, po ośmiu latach odszedł z Górnika. Łącznie w barwach Górnika Zabrze wystąpił 153 razy i zaliczył 9 trafień. 
W 2016 roku został ogłoszony nowym zawodnikiem Podbeskidzia Bielsko-Biała, występującego wówczas w 1 lidze. W klubie spędził półtora roku, po czym jego umowa została rozwiązana za porozumieniem stron. Dzień później został nowym zawodnikiem drugoligowca - GKS-u Bełchatów. Z ,,brunatnymi" był związany łącznie przez okres trzech lat, w których na boisku w meczach ligowych wystąpił łącznie 73 razy.
W 2021 roku trafił do trzecioligowego klubu LKS Goczałkowice-Zdrój.

## Statystyki kariery
(aktualne na dzień 14 czerwca 2024)
| Klub                       | Sezon              | Liga               | Liga  | Liga   | Puchar Polski | Puchar Polski | Puchar Ekstraklasy | Puchar Ekstraklasy | Europa | Europa | Suma  | Suma   |
| Klub                       | Sezon              | Liga               | Mecze | Bramki | Mecze         | Bramki        | Mecze              | Bramki             | Mecze  | Bramki | Mecze | Bramki |
| -------------------------- | ------------------ | ------------------ | ----- | ------ | ------------- | ------------- | ------------------ | ------------------ | ------ | ------ | ----- | ------ |
| Wisła Kraków               | 2003/04            | I liga             | 0     | 0      | 0             | 0             | –                  | –                  | 0      | 0      | 0     | 0      |
| Wisła Kraków               | 2004/05            | I liga             | 0     | 0      | 1             | 0             | –                  | –                  | 0      | 0      | 1     | 0      |
| Górnik Zabrze              | 2005/06            | I liga             | 23    | 0      | 2             | 0             | –                  | –                  | –      | –      | 25    | 0      |
| ŁKS Łódź                   | 2006/07            | I liga             | 22    | 0      | 1             | 0             | 5                  | 0                  | –      | –      | 28    | 0      |
| Wisła Kraków               | 2007/08            | I liga             | 0     | 0      | 0             | 0             | 6                  | 0                  | –      | –      | 6     | 0      |
| Górnik Zabrze              | 2007/08            | I liga             | 12    | 0      | 0             | 0             | 2                  | 0                  | –      | –      | 14    | 0      |
| Górnik Zabrze              | 2008/09            | Ekstraklasa        | 20    | 1      | 2             | 0             | 4                  | 0                  | –      | –      | 26    | 1      |
| Górnik Zabrze              | 2009/10            | I liga             | 29    | 0      | 0             | 0             | –                  | –                  | –      | –      | 29    | 0      |
| Górnik Zabrze              | 2010/11            | Ekstraklasa        | 30    | 1      | 2             | 0             | –                  | –                  | –      | –      | 32    | 1      |
| Górnik Zabrze              | 2011/12            | Ekstraklasa        | 20    | 1      | 1             | 0             | –                  | –                  | –      | –      | 21    | 1      |
| Górnik Zabrze              | 2012/13            | Ekstraklasa        | 6     | 0      | 0             | 0             | –                  | –                  | –      | –      | 6     | 0      |
| Górnik Zabrze              | 2013/14            | Ekstraklasa        | 0     | 0      | 0             | 0             | –                  | –                  | –      | –      | 0     | 0      |
| Górnik Zabrze              | 2014/15            | Ekstraklasa        | 25    | 5      | 1             | 1             | –                  | –                  | –      | –      | 26    | 6      |
| Górnik Zabrze              | 2015/16            | Ekstraklasa        | 11    | 1      | 0             | 0             | –                  | –                  | –      | –      | 11    | 1      |
| Podbeskidzie Bielsko-Biała | 2016/17            | I liga             | 33    | 0      | 1             | 0             | –                  | –                  | –      | –      | 33    | 0      |
| Podbeskidzie Bielsko-Biała | 2017/18            | I liga             | 7     | 0      | 1             | 0             | –                  | –                  | –      | –      | 8     | 0      |
| GKS Bełchatów              | 2017/18            | II liga            | 13    | 0      | 0             | 0             | –                  | –                  | –      | –      | 13    | 0      |
| GKS Bełchatów              | 2018/19            | II liga            | 10    | 0      | 2             | 0             | –                  | –                  | –      | –      | 12    | 0      |
| GKS Bełchatów              | 2019/20            | I liga             | 25    | 0      | 0             | 0             | –                  | –                  | –      | –      | 25    | 0      |
| GKS Bełchatów              | 2020/21            | I liga             | 7     | 0      | 1             | 0             | –                  | –                  | –      | –      | 8     | 0      |
| LKS Goczałkowice-Zdrój     | 2021/22            | III liga           | 26    | 2      | 0             | 0             | –                  | –                  | –      | –      | 26    | 2      |
| LKS Goczałkowice-Zdrój     | 2022/23            | III liga           | 31    | 2      | 0             | 0             | –                  | –                  | –      | –      | 31    | 2      |
| LKS Goczałkowice-Zdrój     | 2023/24            | III liga           | 26    | 1      | 0             | 0             | –                  | –                  | –      | –      | 26    | 1      |
| Ogólnie w karierze         | Ogólnie w karierze | Ogólnie w karierze | 376   | 14     | 15            | 1             | 17                 | 0                  | 0      | 0      | 408   | 15     |